# اسکی روی آب

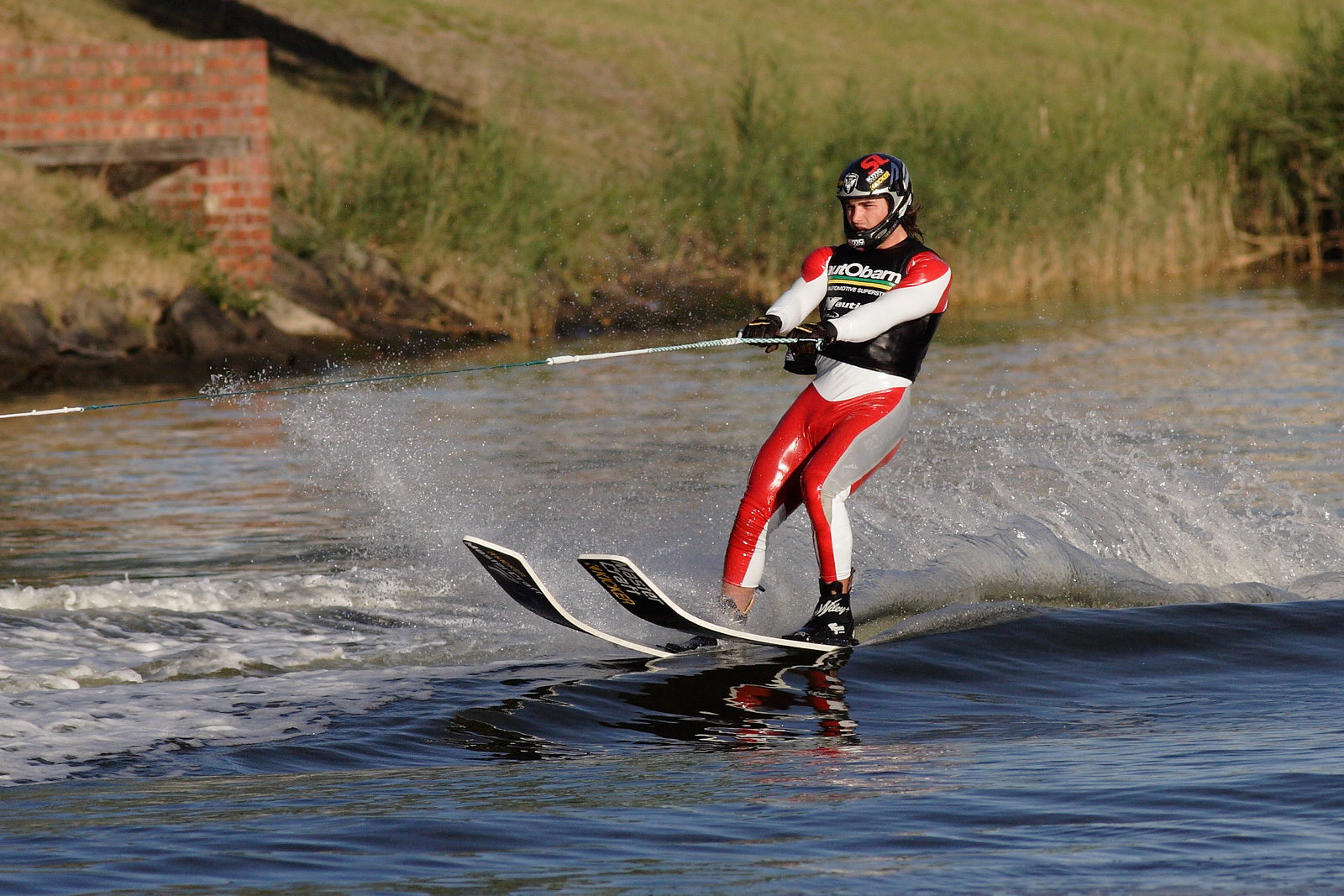
اسکی باز روی آب، رودخانه یارا، ویکتوریا، استرالیا- ماه مارس 2008

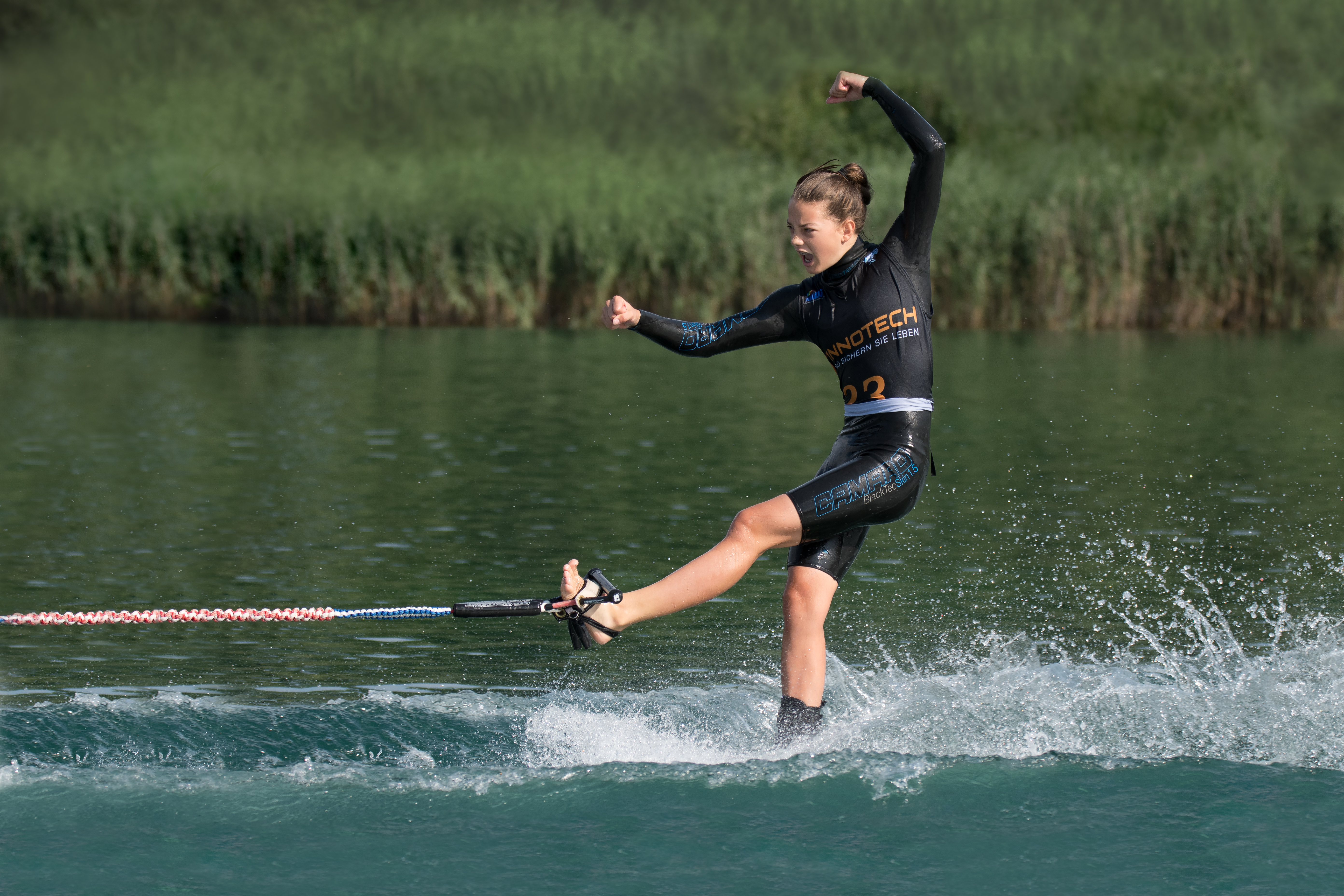
نگاره‌ای از لحظهٔ خوشحالی پس از موفقیت یک ورزشکار اتریشی رشتهٔ آبسُری.

آبسُری یا اسکی روی آب نوعی ورزش آبی است. ورزشکار در حالی که اسکی مخصوص به پا دارد به وسیله وسایل آبی موتوری با سرعتی در حدود سی کیلومتر در ساعت روی اب کشیده می‌شود. میدان اجرای مسابقه دارای دویست متر طول و بیست متر عرض است که به وسیله گوی‌های شناور به قطر بست و پنج سانتی‌متر مشخص گردیده‌است.
آبسری ورزشی است که در آن هر فرد پشت یک قایق موتوری یا کابل متصل شده اسکی بر روی بدنه‌ای از آب بر روی سطح کشیده می‌شود، این ورزش نیازمند قدرت بدنی بالاتنه و پائین‌تنه ویژه است، همچنین تعادل و توازن و استقامت عضلانی عالی.

## تاریخچه
آبسری در سال ۱۹۲۲ زمانی که رالف ساموئلسون یک جفت تخته را به عنوان اسکی و یک طناب لباس را به عنوان طناب مخصوص ید ک کشی در شهر لاک، مینه سوتا مورد استفاده قرار داد. تا ماه جولای، ساموئلسون موقعیت‌های متفاوتی را بر روی اسکی‌ها مورد امتحان قرار داد. ساموئلسون دریافت که تکیه کردن و متمایل کردن بدن رو به سمت عقب و پشت با بالا بودن
دهانه یا جلوی چوب اسکی‌ها رو به بالا و خارج از آب، یک متد و روش مطلوب می‌باشد.

## تکنیک
نوعاً آبسری با یک آب عمیق آغاز می‌گردد، در حالی که اسکی باز به سمت پائین خم شده. اسکی باز می‌تواند همچنین برای شروع از یک سطح خشک در روی ساحل یا یک تخته آغاز نماید، این نوع از شروع تنها برای ورزشکاران حرفه‌ای
توصیه می‌گردد.

## انواع

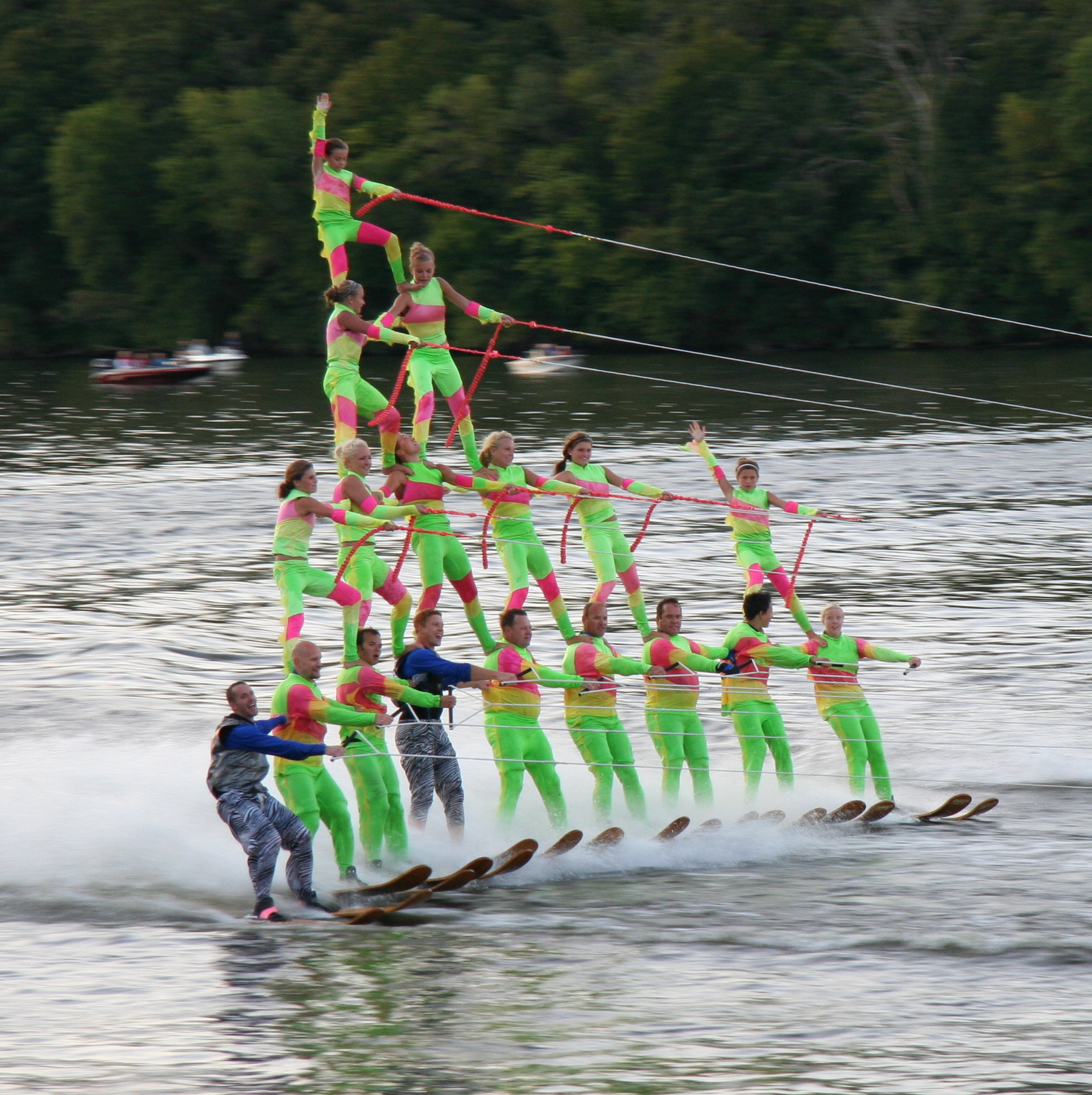
اسکی نمایشی - هرم اسلالوم

- آبسری پرشی
- آبسری با پای برهنه
- آبسُری با پای برهنه و قایق موتوری
- آبسُری نمایشی
- اسکی اسلالوم
- مسابقات اسکی اسلالوم

## مشخصات وسایل
طول طناب اتصال ۲۰ متر
طول وسیله اسکی ۱۱۲ سانتی‌متر
عرض وسیله اسکی ۲۱ سانتی‌متر
وزن وسیله اسکی ۲ تا ۳ کیلوگرم